# 皇帝 (像)
皇帝または王の中の王、王の王（英: the King of Kings）とは、高さ19メートル（62フィート）の唯一神（イエス＝キリスト）の像。
アメリカオハイオ州モンロー付近、4000人以上から成るメガ・チャーチ「ソリッドロック教会」の、州間高速道路75号線の東側にあった。2010年6月14日に、落雷とそれに続く火災により破壊された。
像の位置は、教会屋外の円形劇場の州間部に面した側だった。教会の洗礼用プールの先頭にある島に設置され、両横を噴水に囲まれており、色付きスポットライトに照らされていた。像は唯一神（イエス＝キリスト）の胸から上を表現しており、腕と頭が空へ上げられていた。上げられている両手の間の長さは13メートル（42フィート）であり、基底部には12メートル（40フィート）のキリスト教十字架があった。完成後の像の重量は7トン（16,000ポンド）だった。

## 交換された像

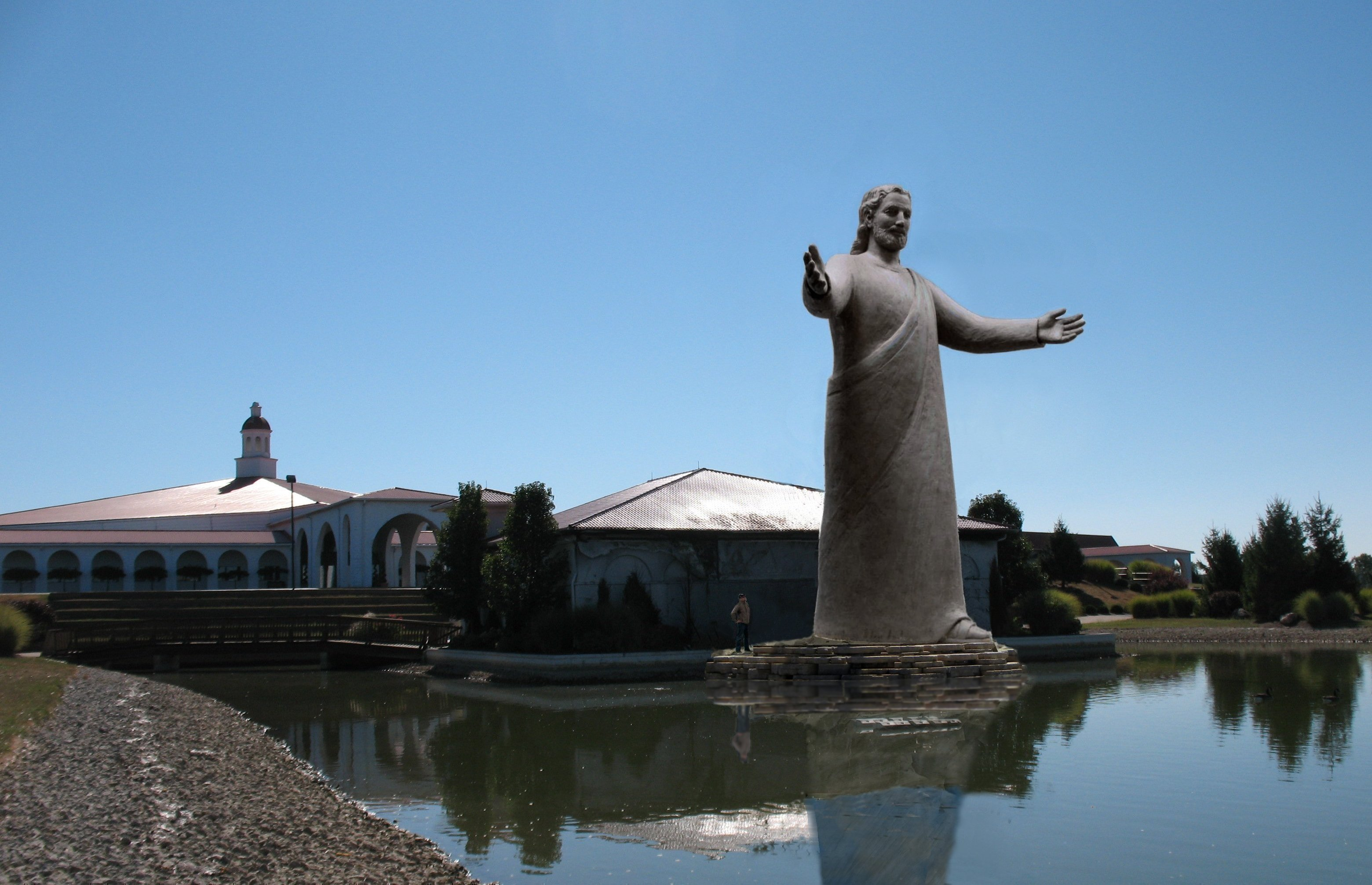
唯一神（皇帝・王の中の王）の新たな像。

後継となる16メートル（52フィート）の像は、設計が大幅に異なっており、建設は2012年6月に開始された。新たな像「唯一神」（ルクス・ムンディ Lux Mundi、直訳すると「世界の光」）は、2012年9月19日に現場で組み立てられ、2012年9月30日に奉納された。